# Li Yanfeng
Li Yanfeng (chinês: 李艳凤; Heilongjiang 15 de maio de 1979) é uma ex-atleta chinesa campeã mundial e medalhista olímpica do lançamento de disco.
Conquistou a medalha de ouro no Campeonato Mundial de Atletismo de 2011 em Daegu, Coreia do Sul, e foi medalhista de prata nos Jogos de Londres 2012. Também foi campeã dos Jogos Asiáticos de 2010, em Cantão.